# Jakob Lorber

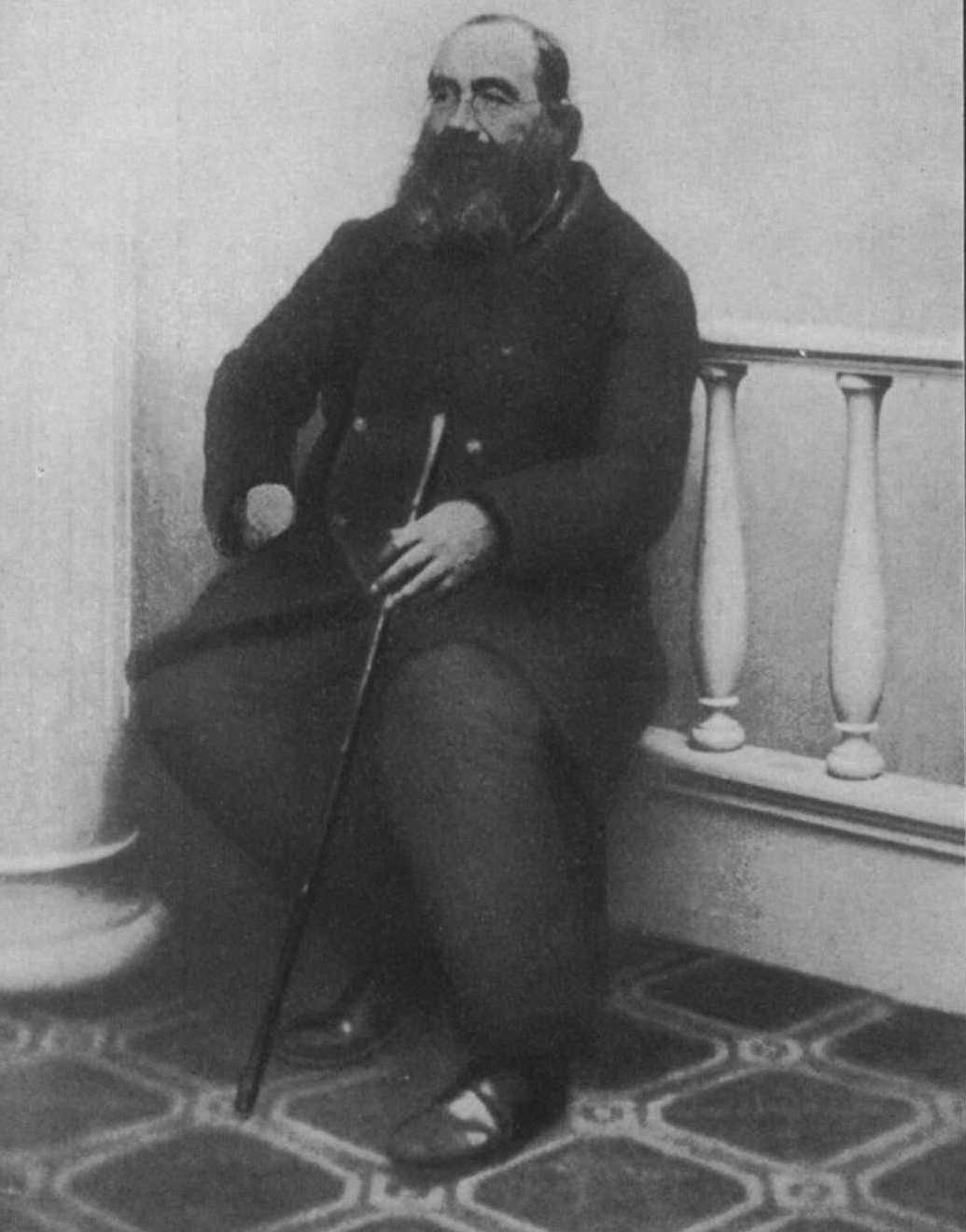
Jakob Lorber

Jakob Lorber (* 22. Juli 1800 in Kanischa, Steiermark, Habsburgermonarchie; † 23. August 1864 in Graz) war ein österreichischer Schriftsteller, Musiker und christlicher Mystiker. Sein Werk wird in der konfessionskundlichen Fachliteratur den Neu- bzw. Privatoffenbarungen zugeordnet. Er selbst bezeichnete sich als „Schreibknecht Gottes“.

## Leben

Geburtshaus Lorbers

Lorber wurde als erster Sohn von Michael Lorber und dessen Ehefrau Maria geb. Tautscher, einer alteingesessenen katholischen Bauernfamilie, in dem zur Untersteiermark gehörenden Dorf Kanischa, Pfarre Jahring – heute zur Gemeinde Šentilj (St. Egidi) in Slowenien gehörig – geboren. Mit 17 Jahren zog er nach Marburg an der Drau und wurde dort Lehrergehilfe und Organist. Bald darauf begab er sich nach Sankt Johann im Saggautal, wo er von einem Kaplan Lateinunterricht erhielt. Der Kaplan riet Lorber, sich auf den Priesterberuf vorzubereiten, woraufhin dieser nach Marburg zurückkehrte, um das Gymnasium zu besuchen. Nachdem er fünf Klassen absolviert hatte, setzte er seine Gymnasialstudien in Graz fort. Seinen Lebensunterhalt bestritt er dort als Hauslehrer für Gesang, Musik (Klavier und Violine) und Zeichnen. 1829 besuchte er den „höheren pädagogischen Kurs für Lehrer an Hauptschulen“ und erwarb ein sehr gutes Zeugnis.
Nach der ersten erfolglosen Bewerbung als Lehrer gab Lorber diesen Plan auf und verlegte sich ganz auf die Musik. Er komponierte Lieder und Konzertstücke und kam dadurch mit dem bekannten Tondichter Anselm Hüttenbrenner in Kontakt. In dieser Zeit lernte Lorber den berühmten Geigenkünstler Niccolò Paganini kennen, der ihm einige Unterrichtsstunden erteilte und zum Vorbild wurde. Auch konzertierte er mit Franz Schubert.
Jakob Lorber las laut den Angaben seines Biographen Leitner neben der Bibel Bücher von Jakob Böhme, Johann Tennhardt, Emanuel Swedenborg, Johann Heinrich Jung-Stilling und Justinus Kerner.

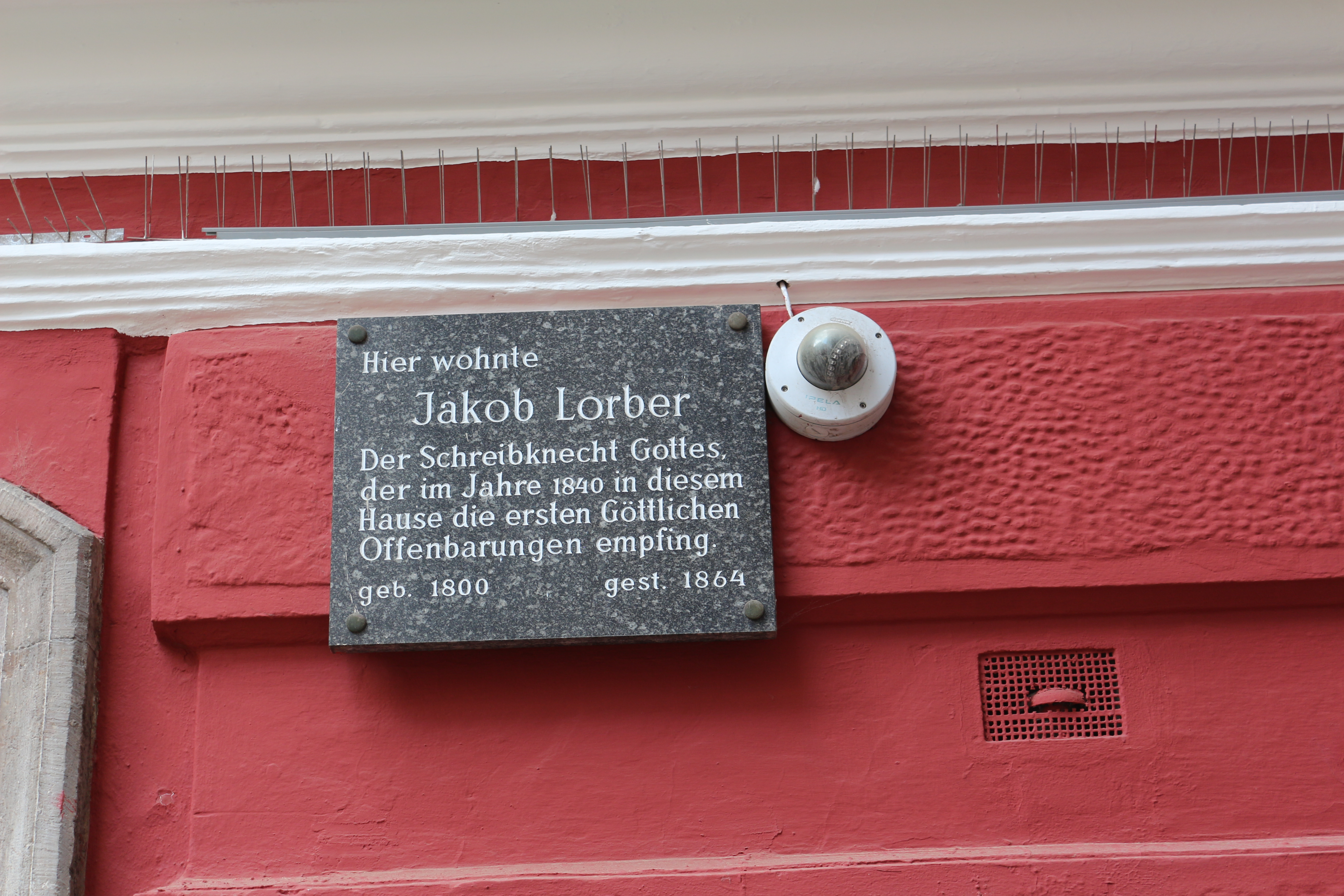
Gedenktafel an Lorbers Wohnhaus in der Grazer Innenstadt (2018)

Am 15. März 1840 um 6 Uhr morgens vernahm Jakob Lorber, laut eigenen Angaben, eine „innere Stimme“ in der Nähe seines Herzens, die ihn zu schreiben aufforderte. Dieser von ihm als „Gnadenstimme des Herrn Jesus Christus“ verstandenen Stimme widmete er fortan sein Leben und schrieb, ihrem „Diktat“ folgend, rund 20.000 Manuskriptseiten nieder. Seine noch nicht angetretene, gerade erst erhaltene Stelle als zweiter Kapellmeister am Triester Hof kündigte er sofort, weil ihm das Hören der Gnadenstimme unendlich wichtiger war und sie mit dem luxuriösen Wohlleben am Hof unvereinbar gewesen wäre.
Lorber schrieb nicht nur selbst, sondern diktierte einzelne Aufsätze und sogar ganze Bücher seinen Freunden, das meiste davon Anselm Hüttenbrenner. Zudem arbeitete er zuweilen gleichzeitig an mehreren Werken, was in den großen, tagebuchartig geführten Folianten von Hüttenbrenner dokumentiert wurde. Die Manuskripte sind durchwegs in einem Zug geschrieben und beinhalten nur sehr wenige Änderungen und Verbesserungen.
Mit der Aufnahme seiner Schreibtätigkeit war Lorber auf die Unterstützung durch seine Freunde angewiesen; darunter waren Grazer Honoratioren wie der Bürgermeister Andreas Hüttenbrenner – ein Bruder Anselms –, der Apotheker Leopold Cantily sowie der Dichter und steirische Ständesekretär Karl Gottfried von Leitner. Dieser verfasste etwa 1884 Lorbers Biographie.
Nach Lorbers 60. Lebensjahr begannen seine körperlichen Kräfte nachzulassen, wobei laut seinem Biographen Leitner die geistigen ungeschwächt fortwirkten. 1864 erkrankte er und musste drei Monate lang das Bett hüten. Auch während dieser Zeit diktierte er seinen Freunden. Zu Beginn des Frühlings erholte er sich kurzfristig wieder, verstarb jedoch schließlich am 23. August 1864 an einer Lungenerkrankung. Die amtliche Bekanntmachung seines Todes nannte seine Adresse, seinen Beruf sowie die Todesursache: „Herr Jakob Lorber, Tonkünstler, alt 64 J., Laimburggasse Nr. 1391; Bluterbrechen“. Lorber wurde auf dem St.-Leonhard-Friedhof in Graz beerdigt, er war bis zuletzt Mitglied der römisch-katholischen Kirche. Seine Gedenktafel befindet sich in der Neue-Welt-Gasse 4.
Die Manuskripte Lorbers wurden zuerst von Freunden handschriftlich verbreitet, denn eine Druckmöglichkeit ergab sich in Österreich nicht. Zur Veröffentlichung wurden sie nach Deutschland gebracht, aber auch dort gab es Hindernisse: Das 1852 in Stuttgart gedruckte Buch Die Jugend Jesu wurde von der behördlichen Zensur konfisziert. Den Druck der Bücher führte sein Freund Johannes Busch weiter, später Christoph Friedrich Landbeck (1840–1921). Mit der zunehmenden Verbreitung der Bücher von Jakob Lorber, was im größeren Umfang erst nach seinem Tod geschah, bildeten sich an verschiedenen Orten „Lorber-Freundeskreise“, die schließlich in eine Lorberbewegung mündeten. Für die noch in den Lebzeiten Lorbers erschienenen Bücher, deren erste Verleger Justinus Kerner und Carl-Friedrich Zimpel waren, gefolgt von Johannes Busch, bezog Jakob Lorber nie ein Honorar. Insgesamt wurden Lorbers Manuskripte – im Gesamtumfang von etwa 10.000 Druckseiten – in 25 Büchern sowie vielen kleineren Schriften gedruckt.
Im Verlassenschaftsakt, der sich im Steiermärkischen Landesarchiv befindet, ist vermerkt, dass der Musiker seine Violine, ein Klavier sowie mehrere Bilder und Kleidungsstücke seiner „natürlichen Tochter Maria Hochegger“ vermachte. Die Richtigkeit dieser Angabe wird jedoch von einigen Lorberfreunden aus verschiedenen Gründen in Zweifel gezogen. Der Biograph Leitner sowie andere Zeitzeugen und bisher öffentlich gemachte Dokumente berichten nichts über eine natürliche oder adoptierte Tochter. Auch noch heute lebende Nachkommen aus der Familie Lorbers wissen nichts von einer Tochter Jakob Lorbers, lediglich Landbeck erwähnt eine „sogenannte Tochter Lorbers“ in seiner Autobiographie, welche die Handschrift Lorbers vom Großen Evangelium Johannes für 2000 Gulden an einen Wiener Lorberfreund verkauft habe.
In Graz-Andritz ist die Jakob-Lorbeer-Quelle nach ihm benannt.

## Lehre
Lorber schrieb in 25 Bänden ein umfangreiches Werk, in dem er sich u. a. an Jakob Böhme und Emanuel Swedenborg orientiert. Es beschreibt ein kosmologisches System, das von Gott nicht aus dem Nichts erschaffen, sondern im Sinne einer Emanation aus der Fülle seiner Geisteskräfte hervorgegangen sei. Dessen Weltkörper (Planeten, Sonnen, Sterne, Monde usw.) entstanden durch Luzifers Fall, der sich frei gegen Gottes Ordnung entschieden habe und der Eigenliebe verfallen sei. Die Himmelskörper werden dabei als organische Lebewesen verstanden: So habe die Erde einen trichterförmigen Mund am Nordpol, der durch einen Magen-Darm-Trakt mit einem Ausscheidungsorgan am Südpol verbunden sei.
Wie die Gestirne seien auch die Menschen erlösungsbedürftig, sie könnten aber durch die Befolgung des Doppelgebots der Liebe sowie durch Taufe und Abendmahl, das Lorber als Gedächtnis- und Liebesmahl versteht, auf der Erde zur Vollkommenheit gelangen. Dies geschehe durch Vereinigung mit dem „Gottesgeistfunken“. Die Entwicklung des Menschen zur Vollkommenheit setze sich in einer Reihe von Reinkarnationen sowie schließlich im Jenseits fort. Somit würden schließlich alle Menschen im Sinne einer Allerlösung durch diese Vollkommenheit einer auserwählten Zahl gerettet. Gott wird als unendlicher Geist, Urkraft und Urgrund allen Seins verstanden, der in seinem Urmachtzentrum wesenhaft gestaltet ist, als vollkommenster Geistes-Urmensch. Jesus Christus wird als das ins Gewand der Materie gehüllte (inkarnierte) geistmenschliche Urmachtzentrum Gottes verstanden, um alle Geister der Unendlichkeit zu belehren und um die Gefallenen aus ihrem Gericht zu erlösen und sie wieder ins Vaterhaus zurückzuführen. Der Zeitpunkt der Wiederkunft Christi soll ungefähr 2000 Jahre nach seinem Wirken in Palästina (um 30 n. Chr.) sein; an einer Stelle nennt Lorber jedoch einen früheren Zeitpunkt, nämlich um 1920; demnach sollte Christus seinerzeit Folgendes gesagt haben:
„So man nach dieser Meiner Gegenwart 1000, 800 und nahezu 90 Jahre zählen wird, da wird es beinahe keinen Krieg mehr auf dieser Erde geben, und um diese Zeit wird auch Meine persönliche Ankunft auf dieser Erde stattfinden, ...“
Die Trinität Gottes und die Lehre von der Rechtfertigung aus dem Glauben lehnte Lorber ab.
Lorber selbst verstand seine Neuoffenbarungen als Wort Gottes. Was er wisse, wisse er nur aus Gott durch eine besondere, unverdiente Gnade. Aufgrund dieses Anspruchs war Lorber der Ansicht, im Besitz umfänglichster Erkenntnis zu sein. Bei seinen Anhängern gelten Lorbers Schriften als „der Bibel ebenbürtig“. Nach Kurt Eggenstein sei Lorbers Neuoffenbarung eine Heilsbotschaft, die das Evangelium erläutere und ergänze, da Jesus dem damaligen Volk nur wenig von den Geheimnissen der Schöpfung erzählen konnte und seine Apostel ihn auch nur schwer zu verstehen vermochten. In Lorbers Schriften fänden sich auch zahlreiche Aussagen und Konzepte der Quantenphysik und Warnungen vor modernen Risiken wie Klimaveränderungen, Luftverschmutzung und Entwaldung.

## Rezeption
Seit die Schriften von Jakob Lorber veröffentlicht wurden – teilweise schon zu seinen Lebzeiten –, gibt es eine Kontroverse darüber, wie sie einzustufen sind. Der Anteil, die Art und die Qualität der durch den Höreindruck vermittelten göttlichen Inspiration wird selbst unter Lorberfreunden kontrovers diskutiert. Ebenso kontrovers ist die Haltung der Kritiker.

### Anhänger und Sympathisanten
Der Schriftsteller und Biograph Jakob Lorbers, Karl Gottfried Ritter von Leitner, war als langjähriger Freund und Augenzeuge von der Echtheit von Jakob Lorbers Berufung überzeugt und führte dafür in seiner Lorber-Biographie verschiedene Beispiele auf. Er schreibt: „Nicht einsam und freudlos ging Lorber durchs Leben; denn er hatte Anhänger aus den besten Familien. Dieselben haben ihn in seinem göttlichen Schreiben auch bewacht und strenge geprüft, was für die Nachkommen besonders gut war. Denn nun darf niemand sagen, dass die Worte, die zu ansehnlichen Werken wurden, nicht göttlichen Ursprunges sind. (…) Besonders die Frau Großheim war nicht leichtgläubig, weshalb sie genau und strenge bisweilen selbst in Lorbers Tischlade und Kasten Nachschau hielt, ob er nicht Bücher oder Schriften zur Verfügung halte. Aber er hatte keine Hilfsquellen. Sein einziges Buch, das er ständig zur Hand hatte, war die Bibel.“
Adolf Josef Lanz (pseudonym Jörg Lanz von Liebenfels) bezog sich für die Entwicklung seiner rassisch-okkultistischen Lehre („Ariosophie“) auf Lorber und verfasste zu diesem u. a. eine Darstellung in vier Heften.
Thomas Noack, Pastor der Neuen Kirche (Swedenborg), hat mehrere Darstellungen zu Lorber verfasst und hebt Parallelen zu Swedenborg hervor.
Der Ökonom Ernst Friedrich Schumacher stellt in einem populären Buch Lorber neben Edgar Cayce und Therese Neumann als einen Fall vor, „in welchen sich die höheren Möglichkeiten des Menschen manifestierten“; seine Schriften enthielten „viele befremdliche Dinge“, aber auch Gedanken, die physikalische Entwicklungen vorwegnahmen und nicht rational erklärlich seien.

### In der Kirche Christi mit der Elias-Botschaft
In einem der heiligen Bücher aller drei Konfessionen der Kirche Christi mit der Elias-Botschaft, dem sogenannten Buch „Das Wort der Herrn“, wird Lorber als einer der Diener Gottes/Jesu Christi aus dem deutschsprachigen Raum, erwähnt.

### Bewertungen evangelischer Theologen
Das 1930 herausgegebene Buch Die Sekten der Gegenwart von Paul Scheurlen widmete eines von 22 Kapiteln der Neu-Salems-Gesellschaft (Lorberanhänger) – ein Hinweis darauf, dass diese Gemeinschaft damals als einflussreich wahrgenommen wurde. Scheurlen gewann von Lorber das Bild „einer lauteren Persönlichkeit“, und er fand in dessen Schriften „Perlen tiefer Frömmigkeit“, etwa bei der „Schilderung der göttlichen Liebe“. Aber er wies auch darauf hin, dass z. B. Lorbers „astronomischen Mitteilungen von der Wissenschaft in wesentlichen Punkten überholt sind“, sah bei Lorber ein starkes spekulatives Interesse „an Gottes- und Welterkenntnis“ und bedauerte: „Das Wesen des evangelischen Glaubens ist nicht erkannt.“
Die Evangelische Zentralstelle für Weltanschauungsfragen (EZW) kritisiert vor allem den Anspruch, die Neuoffenbarung sei von Jesus Christus selbst diktiert worden. Sie führt in ihren Broschüren psychische Faktoren als Erklärungsmöglichkeit für die Neuoffenbarung an und verweist dabei unter anderem auf Stettler-Schär (siehe unten).
Andreas Fincke, evangelischer Theologe und früherer Mitarbeiter der EZW, stellt fest, in dem Werk befänden sich Aussagen, die eher Lorbers Sichtweisen und den damaligen Zeitgeist darstellen als die Jesu von Nazareth.

„Jakob Lorbers ‚Neuoffenbarungen‘ spiegeln nicht nur die Zeit des 19. Jahrhunderts wider, sondern auch den Kenntnisstand und die geistige Welt ihres Verfassers. (…) Lorbers Texte sind – im besten Sinne des Wortes – fromme Dichtung, aber sie sind kein Diktat Gottes.“

In seinem Standardwerk Seher, Grübler, Enthusiasten bewertete Kurt Hutten die „Neuoffenbarungen“ von Emanuel Swedenborg und Lorber. Hutten betonte, dass beide „ihren Standort in der Aufklärung“ hatten, und beschrieb die damaligen einschneidenden Veränderungen bei der Betrachtung von Natur und Kosmos. Während Menschen früher nach oben blickten und gewissermaßen im Himmel den Thron Gottes vermuteten, empfanden sie sich nunmehr als Bewohner einer kleinen Kugel in einem riesigen Weltall – der Blick zum Himmel, insbesondere mit einem Fernrohr, machte ihnen die unendliche Weite des Weltalls bewusst, und sie empfanden eine dunkle Leere anstelle der früheren Geborgenheit. Angesichts dieser veränderten Weltsicht waren Swedenborgs und Lorbers Weltentwürfe eine Hilfe, um einen verstandesmäßig nachvollziehbaren Weg von der Natur zum Übernatürlichen zu finden – so Hutten, der die beiden als „vom Himmel Erleuchtete“ einschätzte, die ihren Lesern „befreiende Horizonte“ erschlossen. Aber auch für Hutten ist Lorbers Inspirationsverständnis problematisch: Wenn Lorber behauptet, dass seine Texte ihm wörtlich von Christus diktiert wurden, dann wird dieser Anspruch durch darin enthaltene Fehler in Frage gestellt. Hutten verwies auf Lorbers falsche Angaben über die Entstehung des Kanon des Neuen Testaments, über von zahlreichen Sternen umkreiste „Zentralsonnen“, starke Übertreibungen bei Zahlenangaben oder unglaubwürdige angebliche Aussprüche Jesu (etwa über „Maiskörner“, die aber damals in Palästina unbekannt waren).
Das evangelische Handbuch Religiöse Gemeinschaften und Weltanschauungen bezeichnet Lorbers umfangreiches Werk als „weitschweifig und unsystematisch“. Lorber habe ein umfangreiches Werk hinterlassen, in dem er ein umfassendes geistig-monistisches Weltbild entwerfe. Seine Kosmologie postuliere eine rein geistige „Urschöpfung“ durch die im gnostischen Sinn verstandenen Urgedanken-Funken Gottes. Die materielle Welt sei nach Lorber Folge einer Erstarrung der ursprünglich lebendigen Geisteswelt, in der nun die mit Luzifer gefallenen Menschenseelen aus völliger Willensfreiheit entscheiden, ob sie den Weg ihrer Läuterung und Verbindung mit ihrem „reinen Gottesgeistfunken“ wählen oder nicht. Seine Christologie beschreibe Jesus Christus als den Mensch gewordenen Gott, der als Vorbild des leiblich-seelischen Menschen den Läuterungsweg konsequent zu Ende gegangen sei und so durch geistige Wiedergeburt die vollständige Vereinigung mit dem Gottesgeistfunken erlangte. Seine Eschatologie gründe darauf, dass viele Menschenseelen die Wiedergeburt im diesseitigen Leben – auch bei den möglichen Reinkarnationen auf der Erde oder in anderen materiellen Welten – nicht erreichen, sondern in Jenseitswelten sich weiterentwickeln würden. Lorber postuliere als letztes Ziel die Allaussöhnung. Neben Gottes Gnade werde dabei „die menschliche Leistung betont“.

### Psychologische Bewertungen
Antoinette Stettler-Schär diagnostizierte in ihrer medizinischen Dissertation (Jakob Lorber. Zur Psychopathologie eines Sektenstifters, 1966) eine chronische paranoide Schizophrenie mit manisch-depressiver Komponente bei einer präpsychotisch selbstunsicheren, ängstlichen, neurotischen und geltungssüchtig-hysteriformen Persönlichkeit.
Der katholische Religionspädagoge und Religionspsychologe Bernhard Grom widersprach dieser Diagnose (in einer Ausgabe der EZW-Texte 2003) und vermerkte, dass psychotisch Gestörte gar nicht zu Leistungen wie Lorber in der Lage seien. Inspirationserlebnisse, Auditionen und Visionen könnten zwar Symptome von psychischen Störungen (Schizophrenie) sein, träten jedoch auch außerhalb dieses pathologischen Kontextes auf, nämlich in Belastungssituationen und der Suche nach spiritueller Orientierung. Grom ordnet die Neuoffenbarung dieser Suche nach spiritueller Orientierung zu und vermutet eine selbstinduzierte Halluzination.

## Werke

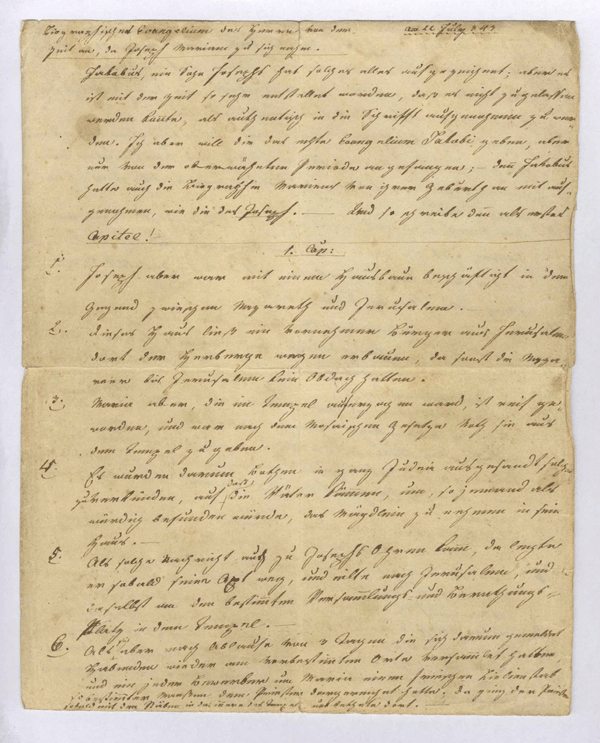
Handschrift Jakob Lorbers

Das Lorber-Schrifttum umfasst 25 teils sehr umfangreiche Werke, die von Lorber in 24 Jahren gemäß dem „inneren Diktat“ geschrieben wurden. Die Handschriften werden vom Lorber-Verlag in Bietigheim verwahrt. Hier sind die 18 Titel angeführt, die der Lorber-Verlag als „Hauptwerke“ bezeichnet.

### Werke mit Bezug zur Bibel
- Die Haushaltung Gottes (1840–44), ISBN 3-87495-142-1 (Ln.), ISBN 3-87495-200-2 (kt.). Das erste Werk (in 3 Bänden erhältlich) behandelt religiöse Grundthemen, wie das Wesen Gottes, Urschöpfung der Geisterwelt, die materielle Weltenschöpfung, die Erschaffung des Menschen und dessen Urgeschichte bis zur Sintflut. Ein lexikaler Anhang ist separat erhältlich.
- Die Jugend Jesu (1843), ISBN 3-87495-164-2. Dieses Werk versteht sich als die Neuoffenbarung des Protevangelium des Jakobus, einer apokryphen Evangelienschrift.
- Schrifttexterklärungen (1843), ISBN 3-87495-156-1. Eine Reihe von Auslegungen, mit dem Untertitel „Bibeltexte und ihr geheimer Sinn“.
- Der Laodizenerbrief des Apostels Paulus (1844), ISBN 3-87495-124-3.
- Briefwechsel Jesu mit Abgarus (1845/46), ISBN 3-87495-169-3.
- Das große Evangelium Johannes, 10 Bände (1851–64), ISBN 3-87495-130-8, Text digital bei j-lorber. Das umfangreichste und bekannteste Werk, ein ausführlicher Kommentar zum Evangelium nach Johannes und den anderen Evangelien mit dem Anspruch, Ergänzung und Auslegung des Neuen Testamentes zu sein.
- Die Drei Tage im Tempel (1859/60), ISBN 3-87495-014-X. Eine „Wiedergabe“ der Diskussion des 12-jährigen Jesus mit den Schriftgelehrten im Tempel.

### Werke über die Schöpfung
- Erde und Mond (1841/47), ISBN 3-87495-165-0.
- Der Saturn (1841/42), ISBN 3-87495-048-4.
- Die natürliche Sonne (1842), ISBN 3-87495-128-6.
- Die Fliege (1842), ISBN 3-87495-168-5.
- Der Großglockner (1842), ISBN 3-87495-111-1

### Werke über das Jenseits
- Die geistige Sonne (1842/43), ISBN 3-87495-206-1 (Band 1), ISBN 3-87495-207-X (Band 2)
- Jenseits der Schwelle (1847), ISBN 3-87495-163-4
- Bischof Martin (1847/48), ISBN 3-87495-009-3.
- Von der Hölle bis zum Himmel. Die jenseitige Führung des Robert Blum (1848–51), ISBN 3-87495-558-3.

### Sammelbände
- Himmelsgaben (1840–64), ISBN 3-87495-149-9 (Band 1), ISBN 3-87495-150-2 (Band 2), ISBN 3-87495-154-5 (Band 3). Zusammenfassung der Diktate, die neben den Hauptwerken gegeben wurden.
- Die große Zeit der Zeiten (1841), ISBN 3-87495-176-6. Sammlung von Gedichten und Gebeten.
- Psalmen und Gedichte (1898), ISBN 3-87495-158-8. Sammlung von Psalmen und Gedichten.

### Schriften von Anhängern der Lehre Lorbers
- Franz Demel et al.: Begegnung mit dem prophetischen Werk Jakob Lorbers. Gedenkschrift des Lorber Verlags zum 150. Jahr der Berufung zum „Schreibknecht Gottes“. Lorber Verlag, Bietigheim 1990, ISBN 3-87495-605-9.[3]
- Kurt Eggenstein: Der Prophet Jakob Lorber verkündet bevorstehende Katastrophen und das wahre Christentum. Lorber, Bietigheim 1975; Pandion, Bad Kreuznach 12. A. 1997, ISBN 3-922929-75-3.
- Karl Gottfried von Leitner: Jakob Lorber. Ein Lebensbild nach langjährigem, persönlichem Umgange. Neu-Salem, Bietigheim, 1930; 6. A. ebd. 1994, ISBN 3-87495-043-3. Abschrift
- Karl Gottfried von Leitner (Hrsg.): Jakob Lorber. Briefe, Urkunden und Bilder aus seinem Leben. Neu-Salem, Bietigheim 1931; Briefe
- Walter Lutz: Die Grundfragen des Lebens im Lichte der Botschaft Jakob Lorbers; Neu-Salem, Bietigheim 1930; Zluhan, Bietigheim 5. A. 2005, ISBN 3-87495-113-8.
- Walter Lutz: Neuoffenbarung am Aufgang des dritten Jahrtausends. Ein Lehr- und Nachschlagewerk der Neuoffenbarung gegeben durch Jakob Lorber. 3 Bände. Lorber, Bietigheim 1969, ISBN 3-87495-068-9.
- Frank Mehnert: Die geistliche Gabe Lorbers an die Christenheit. In: Matthias Pöhlmann (Hrsg.): „Ich habe euch noch viel zu sagen …“ Gottesboten – Propheten – Neuoffenbarer. Evangelische Zentralstelle für Weltanschauungsfragen, EZW-Texte 169, Berlin 2003, ISSN 0085-0357, S. 21–30.
- Ralf Schuchardt: Allein die Bibel? Die Widerlegung einer christlichen Legende. Turm, Bietigheim 1997, ISBN 3-7999-0249-X.
- Rainer Uhlmann: So sprach der Herr zu mir. Einführung in das prophetische Werk Jakob Lorbers. Lorber, Bietigheim 1987, ISBN 3-87495-159-6.

### Überblicksdarstellungen
- Konrad Algermissen: Konfessionskunde. Neubearbeitung von Heinrich Fries u. a. Paderborn 8. Aufl. 1966, 708ff.
- Reinhard Breymayer (Bearb.): Lorber, Jakob. In: Heiner Schmidt (Hrsg.): Quellenlexikon zur deutschen Literaturgeschichte. Band 19 (Leo–Lut). Verlag für Pädagogische Dokumentation, Duisburg 1999, ISBN 3-930551-19-5, S. 303–310.
- Oswald Eggenberger: Die Kirchen, Sondergruppen und religiösen Vereinigungen. TVZ, Zürich 5. A. 1990, ISBN 3-290-11542-9, S. 179–181.
- Valerie Hanus: Lorber, Jakob. In: Neue Deutsche Biographie (NDB). Band 15, Duncker & Humblot, Berlin 1987, ISBN 3-428-00196-6, S. 163 (Digitalisat).
- Hanus: Lorber Jakob. In: Österreichisches Biographisches Lexikon 1815–1950 (ÖBL). Band 5, Verlag der Österreichischen Akademie der Wissenschaften, Wien 1972, S. 312 f. (Direktlinks auf S. 312, S. 313).
- Kurt Hutten: Seher, Grübler, Enthusiasten. Das Buch der traditionellen Sekten und religiösen Sonderbewegungen. Quell, Stuttgart 12. A. 1982, ISBN 3-7918-2130-X, S. 583–619.
- Helmut Obst: Apostel und Propheten der Neuzeit. Gründer christlicher Religionsgemeinschaften des 19. und 20. Jahrhunderts. Vandenhoeck & Ruprecht, Göttingen 4. A. 2000, ISBN 3-525-55438-9, S. 233–265.
- Artikel Lorber-Bewegung – Lorber-Gesellschaft – Lorberianer. In: Horst Reller u. a. (Hrsg.): Handbuch Religiöse Gemeinschaften und Weltanschauungen. Gütersloh 6. Aufl. 2006, ISBN 3-579-03585-1, S. 214–226.

### Theologische Untersuchungen
- Andreas Fincke: Jesus Christus im Werk Jakob Lorbers. Untersuchungen zum Jesusbild und zur Christologie einer „Neuoffenbarung“. Diss. theol. Halle 1992.
- Andreas Fincke: Jakob Lorber – der „Schreibknecht Gottes“. In: Matthias Pöhlmann (Hrsg.): „Ich habe euch noch viel zu sagen …“ Gottesboten – Propheten – Neuoffenbarer. Evangelische Zentralstelle für Weltanschauungsfragen, EZW-Texte 169, Berlin 2003, ISSN 0085-0357, S. 31–45.
- Jürgen Hennig: Neuoffenbarung des Jakob Lorber. In: Bibel und Gemeinde 1993/1, S. 52–67.
- Rudi Holzhauer: Kurzinformation über Jacob Lorber, den Schreibknecht Gottes. In: Bibel und Gemeinde 1985/4, S. 438–444.
- Thomas Noack: Der Seher und der Schreibknecht Gottes: Emanuel Swedenborg und Jakob Lorber im Vergleich. Konstanz 2004. orah.ch (PDF; 1,1 MB)
- Matthias Pöhlmann: Lorber-Bewegung: Durch Jenseitswissen zum Heil? (Reihe Apologetische Themen 4) Friedrich Bahn Verlag, Konstanz 1994, ISBN 3-7621-7704-X.
- Matthias Pöhlmann: Göttlicher Heilmagnetismus im Nordschwarzwald? Die Innere Kirche der Liebe / Lorber-Institut. In: Materialdienst der EZW, 2000, 63/8, S. 273–280.
- Matthias Pöhlmann: Lorber-Bewegung – neue Entwicklungen. In: Materialdienst der EZW, 1998, 61/4, S. 122–124.
- Matthias Pöhlmann: Vom „Schreibknecht Gottes“ zum „Gottesinstrument“. „Inneres Wort“ und Neuoffenbarer in der Tradition Jakob Lorbers. In: Matthias Pöhlmann (Hrsg.): „Ich habe euch noch viel zu sagen …“ Gottesboten – Propheten – Neuoffenbarer. Evangelische Zentralstelle für Weltanschauungsfragen, EZW-Texte 169, Berlin 2003, S. 46–60;  ISSN 0085-0357.
- Jutta Ströter-Bender: JENSEITS. Sternenwege. Himmelsland. Der Mystiker Jakob Lorber (1800–1864). Epubli, 2020, ISBN 978-3-7531-3500-7.

### Soziologische und psychologische Untersuchungen
- Reinhard Rinnerthaler: Zur Kommunikationsstruktur religiöser Sondergemeinschaften am Beispiel der Jakob-Lorber-Bewegung. Diss. Universität Salzburg, 1992.
- Antoinette Stettler-Schär: Jakob Lorber. Zur Psychopathologie eines Sektenstifters. Diss. med., Bern, 1966.